# George Lynch (Rennfahrer)
George John Lynch (* 20. Juni 1918 in Miles City, Montana, USA; † 7. Mai 1997 in Los Angeles, Kalifornien, (USA)) war ein US-amerikanischer Autorennfahrer.

## Karriere
Lynch wuchs auf der Farm seiner Großeltern auf, nachdem sich seine Eltern scheiden ließen. Er fuhr zwischen 1935 und 1957 hauptsächlich Midget- und Sprintcar-Rennen von denen er einige gewann, allerdings auch durch seine Aggressivität auffiel. Unterbrochen wurde seine Karriere durch seinen Kriegseinsatz im Pazifik zwischen 1944 und 1946.
Höhepunkt seiner Karriere als Rennfahrer war seine Teilnahme an den 500 Meilen von Indianapolis 1949, wo er sich als achter qualifizierte, allerdings schon in der zweiten Runde durch einen Unfall ausfiel. 1950 und 1951 konnte er sich jeweils für das Rennen nicht qualifizieren. Danach fuhr er weiterhin Midget- und Stockcar-Rennen und versuchte sich auch als NASCAR-Fahrer. 1957 trat er vom Rennsport zurück.
Nach seinem Rücktritt lebte er in Südkalifornien und arbeitete als Automechaniker, Fischer und Botschafter für seinen Sport. Er war fünfmal verheiratet und hatte vier Kinder. Er starb 1997 infolge einer Alzheimer-Erkrankung.

## Statistik

### Indy-500-Ergebnisse
| Jahr | Startnr. | Start | Qual (km/h) | Ergebnis | Runden | Führung | Ausfall |
| ---- | -------- | ----- | ----------- | -------- | ------ | ------- | ------- |
| 1948 | 36       | DNQ   |             |          |        |         |         |
| 1949 | 26       | 8     | 205,690     | 32       | 1      |         | Unfall  |
| 1950 | 36       | DNQ   |             |          |        |         |         |
| 1951 | 36       | DNQ   |             |          |        |         |         |

| Legende  | Legende            | Legende                                                          |
| Farbe    | Abkürzung          | Bedeutung                                                        |
| -------- | ------------------ | ---------------------------------------------------------------- |
| Gold     | –                  | Sieg                                                             |
| Silber   | –                  | 2. Platz                                                         |
| Bronze   | –                  | 3. Platz                                                         |
| Grün     | –                  | Platzierung in den Punkten                                       |
| Blau     | –                  | Klassifiziert außerhalb der Punkteränge                          |
| Violett  | DNF                | Rennen nicht beendet (did not finish)                            |
| Violett  | NC                 | nicht klassifiziert (not classified)                             |
| Rot      | DNQ                | nicht qualifiziert (did not qualify)                             |
| Rot      | DNPQ               | in Vorqualifikation gescheitert (did not pre-qualify)            |
| Schwarz  | DSQ                | disqualifiziert (disqualified)                                   |
| Weiß     | DNS                | nicht am Start (did not start)                                   |
| Weiß     | WD                 | zurückgezogen (withdrawn)                                        |
| Hellblau | PO                 | nur am Training teilgenommen (practiced only)                    |
| Hellblau | TD                 | Freitags-Testfahrer (test driver)                                |
| ohne     | DNP                | nicht am Training teilgenommen (did not practice)                |
| ohne     | INJ                | verletzt oder krank (injured)                                    |
| ohne     | EX                 | ausgeschlossen (excluded)                                        |
| ohne     | DNA                | nicht erschienen (did not arrive)                                |
| ohne     | C                  | Rennen abgesagt (cancelled)                                      |
| ohne     | keine WM-Teilnahme |                                                                  |
| sonstige | P/fett             | Pole-Position                                                    |
| sonstige | 1/2/3/4/5/6/7/8    | Punktplatzierung im Sprint-/Qualifikationsrennen                 |
| sonstige | SR/kursiv          | Schnellste Rennrunde                                             |
| sonstige | *                  | nicht im Ziel, aufgrund der zurückgelegten Distanz aber gewertet |
| sonstige | ()                 | Streichresultate                                                 |
| sonstige | unterstrichen      | Führender in der Gesamtwertung                                   |